# 吉田徳之助
吉田 徳之助（よしだ とくのすけ、1913年7月25日 - 2010年2月10日）は、日本の数学者。教育者。

## 経歴
1913年（大正2年）京都府に生まれる。1933年（昭和8年）京都師範学校、1936年（昭和11年）東京高等師範学校を卒業後、東京文理科大学数学科に入学。1939年（昭和14年）に卒業後、東京高等師範学校講師を務める。第二次世界大戦中は岡村博を責任者とした航空力学の研究にも携わった。
1945年（昭和20年）京都工業専門学校教授、1952年（昭和27年）京都工芸繊維大学教授、後に大阪工業大学教授を経て1978年（昭和53年）京都工芸繊維大学学長に就任。

## 親族
兄の吉田梅次郎は、半導体工学の第一人者として芝浦工業大学教授などを務めた。

## 著作
- 吉田徳之助『数及び式』研究社出版〈研究社学生文庫〉、1952年。doi:10.11501/1370937。全国書誌番号:52002886。
- 吉田,徳之助, 小林善一, 森田紀一『積分』岩崎書店〈教師のための初等数学講座 ; 9〉、1959年。全国書誌番号:52005054。